# Список територіальних громад Київської області
Це список територіальних громад Київської області, створених у рамках адміністративно-територіальної реформи, що розпочалася в 2015 році.
Розпорядженням Кабінету Міністрів України від 18.11.2015 № 1206-р «Про затвердження перспективного плану формування територій громад Київської області» затверджено розроблений Київською облдержадміністрацією [Архівовано 16 травня 2017 у Wayback Machine.] проект перспективного плану формування територій громад  50% території Київської області для 29 громад.
На першому етапі реформи у Київській області створено такі 24 об'єднані територіальні громади, що охопило 18,75 % території області та 19,8 % населення, а саме:
Бучанська міська ОТГ, Обухівська міська ОТГ, Богуславська міська ОТГ Богуславського району, Тетіївська міська ОТГ Тетіївського району, Узинська міська ОТГ Білоцерківського району, Миронівська міська ОТГ Миронівського району, Калитянська селищна ОТГ, Великодимерська селищна ОТГ Броварського району, Пісківська селищна територіальна громада Бородянського району, Медвинська сільська ОТГ Богуславського району, Фурсівська сільська ОТГ, Дівичківська сільська ОТГ, Студениківська сільська ОТГ Переяслав-Хмельницького району, Ржищівська міська ОТГ, Березанська міська ОТГ, Ковалівська сільська ОТГ Васильківського району, Бородянська селищна ОТГ Бородянського району, Баришівська селищна ОТГ Баришівського району, Циблівська сільська ОТГ Переяслав-Хмельницького району, Ташанська сільська ОТГ Переяслав-Хмельницького району, Глевахівська селищна ОТГ Васильківського району, Томашівська сільська ОТГ Фастівського району, Зазимська сільська ОТГ Броварського району, Калинівська селищна ОТГ Броварського району.
12 червня 2020 р. Кабінет Міністрів України прийняв Розпорядження № 715-р "Про визначення адміністративних центрів та затвердження територій територіальних громад Київської області", яким було затверджено 69 міських, селищних та сільських територіальних громад Київської області.
Постановою Верховної Ради України від 17.07.2020 "Про утворення та ліквідацію районів" на території Київської області було утворено 7 районів замість 25 існуючих. В списку наведено підпорядкування громад новому районуванню, окремо вказано, до якого району чи міської ради підпорядковувалися населені пункти до реформування районів.

## Загальний перелік громад, визначених Кабінетом Міністрів України[2]
| Громада                         | Тип громади                     | Центр                           | Район                           | Підпорядкування до реформи                                                                | К-сть рад, що об'єдналися | Площа, км² | Населення |
| ------------------------------- | ------------------------------- | ------------------------------- | ------------------------------- | ----------------------------------------------------------------------------------------- | ------------------------- | ---------- | --------- |
| Баришівська                     | селищна                         | с-ще. Баришівка                 | Броварський                     | Баришівський район                                                                        | 19                        | 696,0      | 27364     |
| Березанська                     | міська                          | м. Березань                     | Броварський                     | Березанська міськрада, Баришівський район                                                 | 7                         | 210,3      | 22160     |
| Бишівська                       | сільська                        | с. Бишів                        | Фастівський                     | Макарівський район                                                                        | 9                         | 279,7      | 6136      |
| Білогородська                   | сільська                        | с. Білогородка                  | Бучанський                      | Києво-Святошинський район                                                                 | 5                         | 151,3      | 23697     |
| Білоцерківська                  | міська                          | м. Біла Церква                  | Білоцерківський                 | Білоцерківська міськрада, Білоцерківський район                                           | 11                        | 394,7      | 219589    |
| Богуславська                    | міська                          | м. Богуслав                     | Обухівський                     | Богуславський район                                                                       | 14                        | 493,1      | 26201     |
| Бориспільська                   | міська                          | м. Бориспіль                    | Бориспільський                  | Бориспільська міськрада, Бориспільський район                                             | 7                         | 527,7      | 80165     |
| Бородянська                     | селищна                         | с-ще. Бородянка                 | Бучанський                      | Бородянський район                                                                        | 13                        | 513,1      | 25556     |
| Борщагівська                    | сільська                        | с. Софіївська Борщагівка        | Бучанський                      | Києво-Святошинський район                                                                 | 2                         | 38,9       | 20433     |
| Боярська                        | міська                          | м. Боярка                       | Фастівський                     | Києво-Святошинський район                                                                 | 7                         | 208,0      | 52539     |
| Броварська                      | міська                          | м. Бровари                      | Броварський                     | Броварська міська рада, Броварський район                                                 | 3                         | 122,9      | 118451    |
| Бучанська                       | міська                          | м. Буча                         | Бучанський                      | Бучанська міська рада, Києво-Святошинський район, Вишгородський район, Бородянський район | 9                         | 261,0      | 56196     |
| Васильківська                   | міська                          | м. Васильків                    | Обухівський                     | Васильківська міська рада, Васильківський район                                           | 13                        | 356,7      | 45655     |
| Великодимерська                 | селищна                         | с-ще. Велика Димерка            | Броварський                     | Броварський район                                                                         | 11                        | 530,6      | 30291     |
| Вишгородська                    | міська                          | м. Вишгород                     | Вишгородський                   | Вишгородський район                                                                       | 2                         | 95,6       | 31877     |
| Вишнева                         | міська                          | м. Вишневе                      | Бучанський                      | Києво-Святошинський район                                                                 | 2                         | 17,7       | 47305     |
| Володарська                     | селищна                         | с-ще.Володарка                  | Білоцерківський                 | Володарський район (Київська область)                                                     | 21                        | 619,7      | 16004     |
| Вороньківська                   | сільська                        | с. Вороньків                    | Бориспільський                  | Бориспільський район                                                                      | 6                         | 668,5      | 13728     |
| Гатненська                      | сільська                        | с. Гатне                        | Фастівський                     | Києво-Святошинський район                                                                 | 2                         | 36,6       | 8788      |
| Гірська                         | сільська                        | с. Гора                         | Бориспільський                  | Бориспільський район                                                                      | 3                         | 61,0       | 6144      |
| Глевахівська                    | селищна                         | с-ще.Глеваха                    | Фастівський                     | Васильківський район                                                                      | 4                         | 96,7       | 12879     |
| Гостомельська                   | селищна                         | с-ще. Гостомель                 | Бучанський                      | Києво-Святошинський район                                                                 | 3                         | 66,6       | 27371     |
| Гребінківська                   | селищна                         | с-ще.Гребінки                   | Білоцерківський                 | Васильківський район                                                                      | 9                         | 260,4      | 13644     |
| Димерська                       | селищна                         | с-ще. Димер                     | Вишгородський                   | Вишгородський район                                                                       | 15                        | 956,6      | 21025     |
| Дівичківська                    | сільська                        | с. Дівички                      | Бориспільський                  | Переяслав-Хмельницький район                                                              | 4                         | 262,8      | 4450      |
| Дмитрівська                     | сільська                        | с. Дмитрівка                    | Бучанський                      | Києво-Святошинський район                                                                 | 5                         | 138,9      | 16746     |
| Зазимська                       | сільська                        | с. Зазим'я                      | Броварський                     | Броварський район                                                                         | 6                         | 250,3      | 9193      |
| Згурівська                      | селищна                         | с-ще. Згурівка                  | Броварський                     | Згурівський район                                                                         | 21                        | 760,9      | 15503     |
| Золочівська                     | сільська                        | с. Гнідин                       | Бориспільський                  | Бориспільський район                                                                      | 2                         | 146,3      | 5819      |
| Іванківська                     | селищна                         | с-ще. Іванків                   | Вишгородський                   | Іванківський район                                                                        | 27                        | 1780,9     | 29174     |
| Ірпінська                       | міська                          | м. Ірпінь                       | Бучанський                      | Бородянський район, Києво-Святошинський район, Бородянський район, Ірпінська міськрада    | 3                         | 117,3      | 67188     |
| Кагарлицька                     | міська                          | м. Кагарлик                     | Обухівський                     | Кагарлицький район                                                                        | 23                        | 671,9      | 27223     |
| Калинівська                     | селищна                         | с-ще. Калинівка                 | Броварський                     | Броварський район                                                                         | 3                         | 65,5       | 8518      |
| Калинівська                     | селищна                         | с-ще. Калинівка                 | Фастівський                     | Васильківський район                                                                      | 8                         | 193,5      | 15842     |
| Калитянська                     | селищна                         | с-ще. Калита                    | Броварський                     | Броварський район                                                                         | 4                         | 245,4      | 10584     |
| Ковалівська                     | сільська                        | с. Ковалівка                    | Білоцерківський                 | Васильківський район                                                                      | 9                         | 231,7      | 6617      |
| Кожанська                       | селищна                         | с. Кожанка                      | Фастівський                     | Фастівський район                                                                         | 8                         | 335,1      | 8171      |
| Козинська                       | селищна                         | с-ще. Козин                     | Обухівський                     | Обухівський район                                                                         | 4                         | 171,7      | 5596      |
| Коцюбинська                     | селищна                         | с-ще. Коцюбинське               | Бучанський                      | Ірпінська міськрада                                                                       | 1                         | 2,5        | 16862     |
| Макарівська                     | селищна                         | с-ще. Макарів                   | Бучанський                      | Макарівський район                                                                        | 26                        | 1013,4     | 27745     |
| Маловільшанська                 | сільська                        | с. Мала Вільшанка               | Білоцерківський                 | Білоцерківський район, Володарський район (Київська область)                              | 11                        | 363,2      | 10772     |
| Медвинська                      | сільська                        | с. Медвин                       | Білоцерківський                 | Богуславський район                                                                       | 6                         | 231,8      | 5604      |
| Миронівська                     | міська                          | м. Миронівка                    | Обухівський                     | Миронівський район                                                                        | 23                        | 798,3      | 32474     |
| Немішаївська                    | селищна                         | с-ще. Немішаєве                 | Бучанський                      | Бородянський район                                                                        | 3                         | 80,1       | 15177     |
| Обухівська                      | міська                          | м. Обухів                       | Обухівський                     | Обухівська міськрада, Обухівський район                                                   | 14                        | 397,1      | 42712     |
| Переяславська                   | міська                          | м. Переяслав                    | Бориспільський                  | Переяславська міськрада, Переяслав-Хмельницький район                                     | 17                        | 261,1      | 32256     |
| Петрівська                      | сільська                        | с. Нові Петрівці                | Вишгородський                   | Вишгородський район                                                                       | 3                         | 192,5      | 12000     |
| Пірнівська                      | сільська                        | с. Пірнове                      | Вишгородський                   | Вишгородський район                                                                       | 8                         | 727,9      | 6764      |
| Пісківська                      | селищна                         | с-ще. Пісківка                  | Бучанський                      | Бородянський район                                                                        | 2                         | 157,5      | 7978      |
| Поліська                        | селищна                         | с-ще.Красятичі                  | Вишгородський                   | Поліський район                                                                           | 14                        | 564,1      | 5456      |
| Пристолична                     | сільська                        | с. Щасливе                      | Бориспільський                  | Бориспільський район                                                                      | 3                         | 103,3      | 10932     |
| Ржищівська                      | міська                          | м. Ржищів                       | Обухівський                     | Ржищівська міськрада, Кагарлицький район, Миронівський район                              | 12                        | 430,1      | 14599     |
| Рокитнянська                    | селищна                         | с-ще. Рокитне                   | Білоцерківський                 | Рокитнянський район                                                                       | 15                        | 664,6      | 25729     |
| Сквирська                       | міська                          | м. Сквира                       | Білоцерківський                 | Сквирський район                                                                          | 26                        | 873,6      | 32185     |
| Славутицька                     | міська                          | м. Славутич                     | Вишгородський                   | Славутицька міська рада                                                                   | 1                         | 19,4       | 24784     |
| Ставищенська                    | селищна                         | с-ще.Ставище                    | Білоцерківський                 | Ставищенський район                                                                       | 23                        | 673,6      | 20983     |
| Студениківська                  | сільська                        | с. Студеники                    | Бориспільський                  | Переяслав-Хмельницький район, Баришівський район                                          | 8                         | 325,1      | 7082      |
| Таращанська                     | міська                          | м. Тараща                       | Білоцерківський                 | Таращанський район                                                                        | 24                        | 757,4      | 26468     |
| Ташанська                       | сільська                        | с. Ташань                       | Бориспільський                  | Переяслав-Хмельницький район                                                              | 9                         | 335,6      | 5405      |
| Тетіївська                      | міська                          | м. Тетіїв                       | Білоцерківський                 | Тетіївський район                                                                         | 23                        | 757.2      | 31001     |
| Томашівська                     | сільська                        | с. Томашівка                    | Фастівський                     | Макарівський район, Фастівський район                                                     | 7                         | 262,3      | 4004      |
| Узинська                        | міська                          | м. Узин                         | Білоцерківський                 | Узинська міськрада, Білоцерківський район,                                                | 12                        | 408,9      | 20406     |
| Українська                      | міська                          | м. Українка                     | Обухівський                     | Обухівський район                                                                         | 7                         | 206,8      | 20778     |
| Фастівська                      | міська                          | м. Фастів                       | Фастівський                     | Фастівська міська рада, Фастівський район                                                 | 10                        | 336,5      | 63449     |
| Феодосіївська                   | сільська                        | с. Ходосівка                    | Обухівський                     | Києво-Святошинський район                                                                 | 6                         | 113,4      | 14280     |
| Фурсівська                      | сільська                        | с. Фурси                        | Білоцерківський                 | Сквирський район, Білоцерківський район                                                   | 6                         | 278,0      | 10875     |
| Циблівська                      | сільська                        | с. Циблі                        | Бориспільський                  | Переяслав-Хмельницький район                                                              | 5                         | 389,6      | 6048      |
| Чабанівська                     | селищна                         | с-ще. Чабани                    | Фастівський                     | Києво-Святошинський район                                                                 | 1                         | 12,8       | 10790     |
| Яготинська                      | міська                          | м. Яготин                       | Бориспільський                  | Яготинський район                                                                         | 19                        | 792,2      | 31624     |
| Всього територіальних громад 69 | Всього територіальних громад 69 | Всього територіальних громад 69 | Всього територіальних громад 69 |                                                                                           | 659                       | 25533.0    | 1781044   |